# Гребний слалом на літніх Олімпійських іграх 2020 — байдарки-одиночки (чоловіки)
Змагання з гребного слалому на байдарках-одиночках серед чоловіків на літніх Олімпійських іграх 2016 відбувалися 28 і 30 липня на Слаломній трасі Касаї. Змагалися 24 байдарочники з 24 країн.

## Передісторія
Це 9-та поява цієї дисципліни на Олімпійських іграх. Уперше її провели 1972 року, а потім на кожній Олімпіаді, починаючи з 1992-го.

## Формат змагань
Змагання з гребного слалому складаються з трьох раундів: попередні запливи, півфінал і фінал. У попередніх запливах кожен байдарочник двічі проходить трасу. Зараховується кращий з двох результатів. Найкращі 20 виходять до півфіналу. У півфіналі спортсмени роблять одну спробу. Найкращі десять потрапляють до фіналу. У фіналі байдарочник, що показав найкращий час, виграє золоту медаль.
Довжина слаломної траси становить приблизно 250 метрів. Вона має 25 воріт, які байдарочники мають пройти в правильному напрямку. Штрафний час дають за порушення, як от проходження воріт з неправильного боку або їх торкання.

## Розклад
Вказано Японський стандартний час (UTC+9)
Змагання відбулися упродовж двох розділених днів.
| Дата                    | Час   | Раунд             |
| ----------------------- | ----- | ----------------- |
| Середа, 28 липня 2021   | 13:00 | Попередні запливи |
| П'ятниця, 30 липня 2021 | 14:00 | Півфінал Фінал    |

## Результати
| Місце | №  | Байдарочник          | Країна                           | Попередні запливи | Попередні запливи | Попередні запливи | Попередні запливи | Попередні запливи | Попередні запливи | Півфінал        | Півфінал        | Півфінал        | Фінал           | Фінал           | Фінал           |
| Місце | №  | Байдарочник          | Країна                           | 1-ша спроба       | Штр.              | 2-га спроба       | Штр.              | Краща             | Місце             | Час             | Штр.            | Місце           | Час             | Штр.            | Місце           |
| ----- | -- | -------------------- | -------------------------------- | ----------------- | ----------------- | ----------------- | ----------------- | ----------------- | ----------------- | --------------- | --------------- | --------------- | --------------- | --------------- | --------------- |
| 1     | 1  | Їржі Прскавець       | Чехія (CZE)                      | 92.57             | 0                 | 91.71             | 2                 | 91.71             | 4                 | 94.29           | 2               | 1               | 91.63           | 0               | 1               |
| 2     | 8  | Якуб Грігар          | Словаччина (SVK)                 | 94.37             | 0                 | 92.38             | 2                 | 92.38             | 8                 | 96.27           | 2               | 4               | 94.85           | 0               | 2               |
| 3     | 2  | Ганнес Айгнер        | Німеччина (GER)                  | 96.51             | 2                 | 90.14             | 0                 | 90.14             | 1                 | 97.97           | 0               | 7               | 97.11           | 0               | 3               |
| 4     | 14 | Фелікс Ошмауц        | Австрія (AUT)                    | 94.10             | 0                 | 92.18             | 0                 | 92.18             | 7                 | 98.42           | 2               | 9               | 98.79           | 0               | 4               |
| 5     | 12 | Міхал Смолен         | США (USA)                        | 96.61             | 4                 | 102.03            | 4                 | 96.61             | 19                | 96.11           | 0               | 3               | 99.12           | 0               | 5               |
| 6     | 9  | Фредлі Форбс-Краєнс  | Велика Британія (GBR)            | 93.65             | 0                 | 101.46            | 4                 | 93.65             | 13                | 96.48           | 0               | 5               | 100.58          | 2               | 6               |
| 7     | 6  | Боріс Неве           | Франція (FRA)                    | 147.12            | 50                | 91.78             | 0                 | 91.78             | 5                 | 94.86           | 0               | 2               | 101.18          | 4               | 7               |
| 8     | 4  | Люсьєн Дельфур       | Австралія (AUS)                  | 91.10             | 0                 | 91.12             | 0                 | 91.10             | 3                 | 97.52           | 2               | 6               | 102.33          | 2               | 8               |
| 9     | 19 | Ерік Голмер          | Швеція (SWE)                     | 100.36            | 4                 | 92.91             | 2                 | 94.91             | 16                | 98.45           | 0               | 10              | 148.59          | 52              | 9               |
| 10    | 10 | Давід Льоренте       | Іспанія (ESP)                    | 147.62            | 50                | 95.83             | 2                 | 95.83             | 18                | 98.26           | 0               | 8               | 150.08          | 52              | 10              |
| 11    | 11 | Антуан Лонай         | Португалія (POR)                 | 95.68             | 0                 | 93.50             | 0                 | 93.50             | 12                | 98.88           | 0               | 11              | Завершив виступ | Завершив виступ | Завершив виступ |
| 12    | 3  | Петер Каузер         | Словенія (SLO)                   | 93.04             | 0                 | 105.64            | 2                 | 93.04             | 11                | 99.10           | 0               | 12              | Завершив виступ | Завершив виступ | Завершив виступ |
| 13    | 7  | Мартен Дугу          | Швейцарія (SUI)                  | 93.70             | 0                 | 100.58            | 4                 | 93.70             | 14                | 99.28           | 2               | 13              | Завершив виступ | Завершив виступ | Завершив виступ |
| 14    | 5  | Джованні де Дженнаро | Італія (ITA)                     | 90.92             | 0                 | 90.65             | 0                 | 90.65             | 2                 | 100.23          | 4               | 14              | Завершив виступ | Завершив виступ | Завершив виступ |
| 15    | 17 | Кшиштоф Маєрчак      | Польща (POL)                     | 99.86             | 2                 | 95.21             | 0                 | 95.21             | 17                | 100.99          | 2               | 15              | Завершив виступ | Завершив виступ | Завершив виступ |
| 16    | 18 | Кадзуя Адаті         | Японія (JPN)                     | 97.72             | 0                 | 92.09             | 0                 | 92.09             | 6                 | 101.60          | 0               | 16              | Завершив виступ | Завершив виступ | Завершив виступ |
| 17    | 20 | Цюань Сінь           | Китай (CHN)                      | 98.86             | 2                 | 98.06             | 2                 | 98.06             | 20                | 101.99          | 2               | 17              | Завершив виступ | Завершив виступ | Завершив виступ |
| 18    | 22 | Матіс Суді           | Марокко (MAR)                    | 93.86             | 0                 | 100.92            | 2                 | 93.86             | 15                | 103.58          | 6               | 18              | Завершив виступ | Завершив виступ | Завершив виступ |
| 19    | 15 | Пепе Гонсалвес       | Бразилія (BRA)                   | 98.13             | 4                 | 92.91             | 2                 | 92.91             | 10                | 104.33          | 6               | 19              | Завершив виступ | Завершив виступ | Завершив виступ |
| 20    | 13 | Павло Ейгель         | Олімпійський комітет Росії (ROC) | 96.53             | 0                 | 92.82             | 2                 | 92.82             | 9                 | 151.41          | 50              | 20              | Завершив виступ | Завершив виступ | Завершив виступ |
| 21    | 23 | Лукас Россі          | Аргентина (ARG)                  | 103.02            | 4                 | 98.29             | 2                 | 98.29             | 21                | Завершив виступ | Завершив виступ | Завершив виступ | Завершив виступ | Завершив виступ | Завершив виступ |
| 22    | 24 | Габріель Де Костер   | Бельгія (BEL)                    | 152.94            | 54                | 98.67             | 0                 | 98.67             | 22                | Завершив виступ | Завершив виступ | Завершив виступ | Завершив виступ | Завершив виступ | Завершив виступ |
| 23    | 16 | Каллум Ґілберт       | Нова Зеландія (NZL)              | 151.85            | 54                | 101.15            | 0                 | 101.15            | 23                | Завершив виступ | Завершив виступ | Завершив виступ | Завершив виступ | Завершив виступ | Завершив виступ |
| 24    | 21 | Майкл Тайлер         | Канада (CAN)                     | 117.98            | 8                 | 106.04            | 2                 | 106.04            | 24                | Завершив виступ | Завершив виступ | Завершив виступ | Завершив виступ | Завершив виступ | Завершив виступ |